# Someone Still Loves You Boris Yeltsin
Someone Still Loves You Boris Yeltsin, ou na sua abreviação SSLYBY é uma banda de indie-pop estadunidense formada em Springfield, Missouri. Composta por Philip Dickey (vocalista e principalmente baterista), Will Knauer (principalmente guitarrista) e John Robert (principalmente vocalista), as músicas são compostas por todos os três, o álbum Broom teve boas criticas, inclusive de revistas como a Spin Magazine.
O Baterista Jonathan, da formação inicial da banda saiu em 2006, em seu lugar ficou Jake Viele, temporariamente. Também em 2006 a música “Oregan Girl” foi tocada no famoso seriado The O.C..
Por curiosidade, a Tradução de seu título significa "Alguém ainda te ama Boris Yeltsin", Boris Yeltsin foi o primeiro presidente russo, que fez a transição do comunismo para o capitalismo na Rússia.